# Fort Bedford

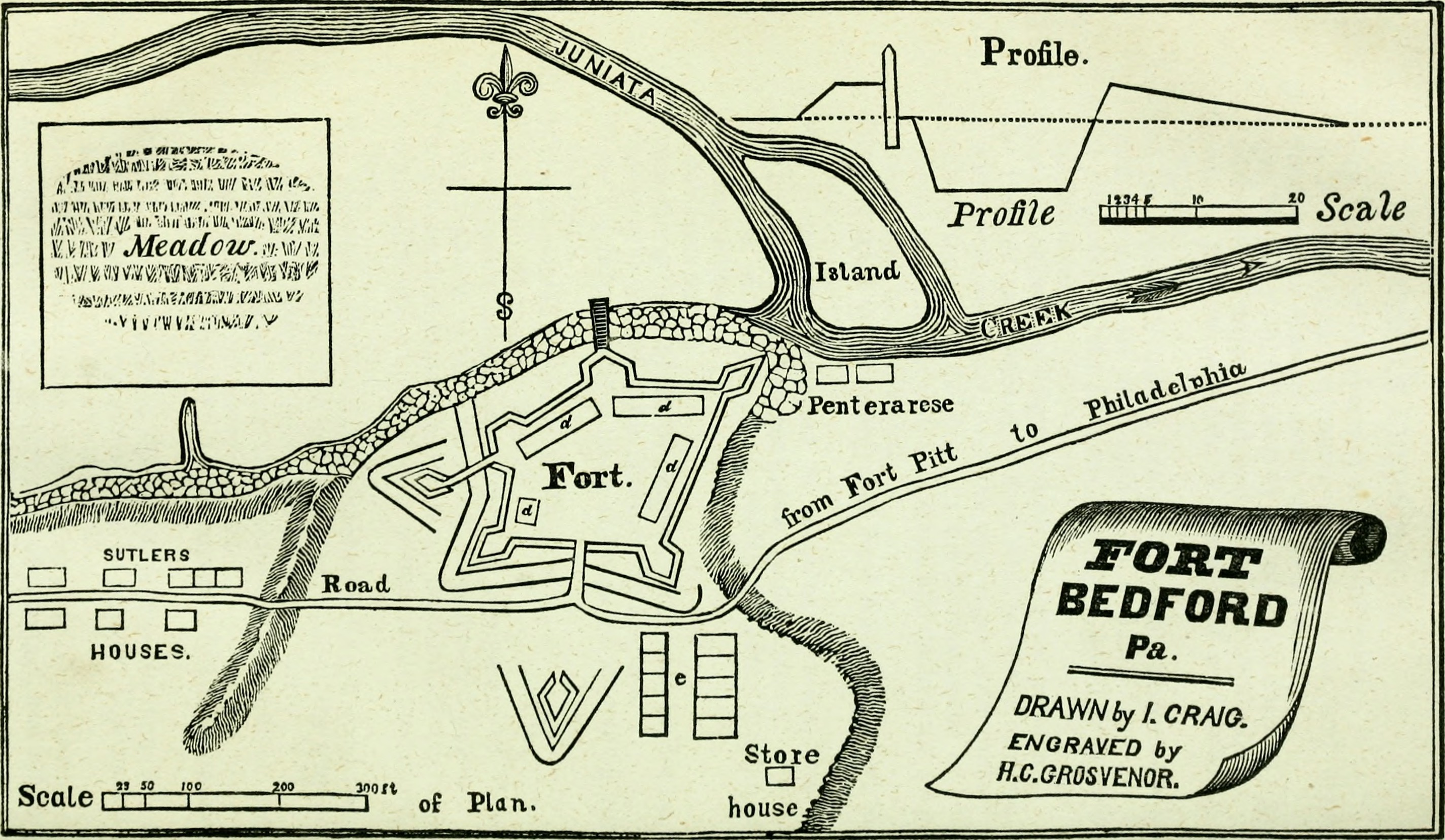
Rekonstruerad plan från 1842 över Fort Bedford.

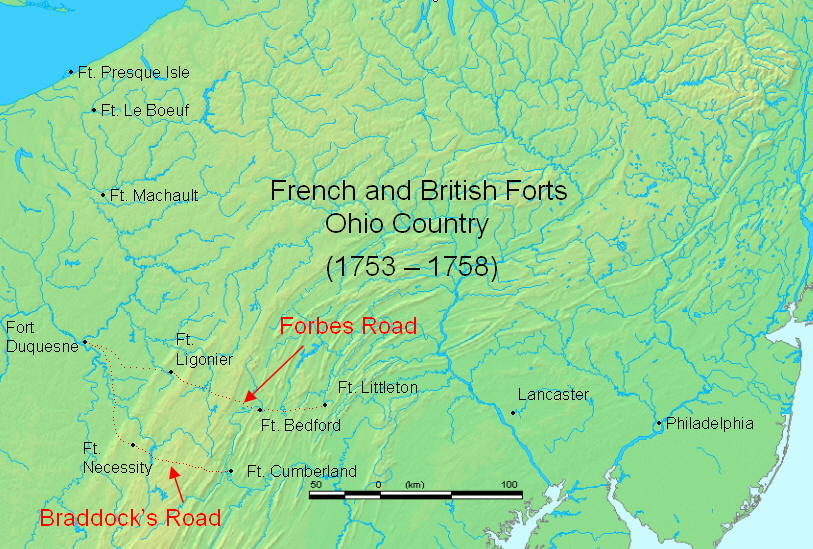
Fort Bedfords geografiska belägenhet.

Fort Bedford var en timmerskans uppförd 1758 vid Raytown, dagens Bedford, Pennsylvania.
Till sin form var fortet en timmerskans med fem bastioner belägen vid Juniatafloden. Innanför vallarna hade skansen en yta av 5 900 m2. Den norra sidan vette mot floden och hade ett galleri till flodbanken. Huvudporten fanns vid södra sidan och skyddades av en ravelin. De delar av skansen som inte låg direkt vid flodbanken skyddades av en 1–3 meter djup vallgrav.
Fortet uppfördes som en underhållsdepå för den brittiska offensiven mot Ohiolandet under det fransk-indianska kriget.
Efter kriget övergavs fortet, men besattes tillfälligt av patriotisk milis under det amerikanska frihetskriget. Senare förföll det och revs förmodligen. En rekonstruktion byggdes 1958 och är idag ett museum.